# الصلابة (مسورة)

تعديل مصدري - تعديل

الصلابة هي إحدى قرى عزلة دثران ال علوي بمديرية مسورة التابعة لمحافظة البيضاء، بلغ تعداد سكانها 142 نسمة حسب تعداد اليمن لعام 2004.